# Kaos (film)
 For alternative betydninger, se Kaos. (Se også artikler, som begynder med Kaos)
Kaos er en dansk kortfilm fra 2010 instrueret af Mads Mengel efter eget manuskript.

## Handling
En historie om det forfærdelig og vidunderlige kaos, mellem to mennesker. Det handler om kærlighed.

## Medvirkende
- Morten Lindemann Olsen, Mand
- Sandra Elsfort, Kvinde